# قاسم بیگ
قاسم بیگ ملقب به سپهسالار مازندران یکی از سران لشکری در دربار شاه عباس یکم صفوی بود. پس از پیروزی ارتش صفوی بر امپراتوری عثمانی در سال ۱۰۲۲ قمری/۱۶۱۲ میلادی، شاه عباس قاسم بیگ را به دربار عثمانی فرستاد و او را مأمور عقد معاهده صلح کرد. قرارداد صلح در استانبول بین قاسم بیگ و نصوح پاشا صدراعظم عثمانی امضا شد که به عهدنامه دوم استانبول مشهور است.
عمر عهدنامه دوم استانبول زیاد نبود و در سال ۱۶۱۶ با تعرض قشون عثمانی به گرجستان دور تازه‌ای از مخاصمات بین ایران و عثمانی آغاز شد. قاسم بیگ که برای صلح به همراه انجیلو چاوش سفیر ترک به استانبول رفته بود دستگیر و به زندان افکنده شد. در ۱۶۱۸ پس از شکست‌های مکرر عثمانی در ایران، سلطان عثمانی قاسم بیگ را آزاد کرد، او را به حضور پذیرفت و با نوید صلح و آشتی روانه دیار بکر کرد تا با خلیل پاشا وزیر اعظم و سردار سپاه ترک مشاوره کند. در نهایت مذاکرات منجر به عقد قرارداد صلح ایروان شد و به دومین دوره جنگ بین ایران و عثمانی در زمان شاه عباس پایان داد.